# 나노봇
나노봇(nanobot) 또는 나노로봇공학(Nanorobotics)은  나노 기술(NT)과 로봇 기술의 접합으로 등장한 극소 단위의 로봇 또는 이와관련된 기술 및 학문분야이다. 10억 분의 1미터 단위의 크기를 가진 기계적 혹은 전기 기계적 장치로, 이러한 수준에서의 작업 예를 들면 병을 진단할 뿐만 아니라 치료도 하며 박테리아와 바이러스의 침입을 찾아내어 공격을 할수도 있다.

## 나노로봇 기술
나노봇(nanobot)은 구성 요소가 나노미터(10-9미터) 규모 또는 그러한 수준에 있는 기계 또는 로봇을 만드는 새로운 기술 분야이다. 보다 구체적으로, 나노 로봇 공학(마이크로 로봇 공학과 반대)은 0.1~10마이크로미터 크기의 장치를 사용하여 나노 로봇을 설계하고 구축하는 나노 기술 공학 분야를 말하며 나노 규모 또는 분자 구성 요소로 구성된다. 나노봇(nanobot), 나노이드(nanoid), 나노나이트(nanite), 나노머신(nanomachine) 또는 나노마이트(nanomite)라는 용어도 현재 연구 개발 중인 이러한 장치를 설명하는 데 사용되었다.

## 같이 보기
- 하디맨